# كاساوتي (فلم هندي 1974)
كاساوتي (بالهندية: कसौटी) (بالإنجليزية: Kasauti) هو فيلم درامي بوليوودي عام 1974 من إخراج وإنتاج أرافيند سين. بطولة أميتاب باتشان، هيما ماليني، بران في الأدوار الرئيسية.

## ملخص
سابنا، إحدى سكان الأحياء الفقيرة في بومباي، تبحث عن ملجأ من نوبة سكر ينتابها بسبب زوج أمها. هيرا، المهرّب المستهتر، لديه عين على سابنا ويريد أن يمتلكها من أجل متعته. أميت -سائق سيارة أجرة متعلم- يُنقذ سابنا من براثن هيرا، ولكن سرعان ما يتهمها بمحاولة السرقة وؤدي ذلك لسجنها. لاحقًا وفي نوبة من الغضب، قتلت والدة سابنا زوجها.
يَعد أميت بالزواج من سابنا عند تبرئتها، لكن في عشية زواجهما يرفض والد أميت قبول سابنا. لأنها لا تريد أن تفرق بين عائلة أميت وعائلته، تقرر سابنا الخروج من حياته وتغادر المدينة.
يبحث أميت وصديقه بياريلال عن سابنا، ولكن لا ينجحان. وفي ذات الوقت حققت سابنا نجاحًا فوريًا على المسرح في كلكتا بمساعدة أشوك بابو. لاحقًا تقدم لها أشوك بعرض للزواج منها، لكن سابنا تتركه مرة أخرى. في نهاية المطاف، تلتقي مرة أخرى بأميت.

## طاقم الممثلين
- أميتاب باتشان بدور أميتاب شارما "أميت"
- هيما ماليني في دور سابنا
- بران مثل بياريلال
- سونيا ساهني في دور نيتا
- بهارات بوشان في دور زوج نيتا
- ماك موهان في دور راجيش
- راميش ديو في دور هيرا
- أبهي باتاتشاريا في دور شانكار
- دي كيه سابرو في دور هاريرام
- مراد في دور والد أميت
- سولوشانا لاتكار بدور والدة سابنا
- ساتين كابو بدور والد سابنا
- بيبين جوبتا في دور المفتش
- رام سيثي في دور بالو
- موهان تشوتي في دور بانتشو

## الموسيقى التصويرية
تم تأليف الموسيقى من قبل كاليانجي-أناندجي، كلمات الأغاني: إنديفار، فيرما مالك وأناند باكشي.
| أغنية                                        | مغني                        |
| -------------------------------------------- | --------------------------- |
| "رانجمانش يه دنيا ساري"                      | لاتا مانغيشكار              |
| "هو جاتا هاي بيار، بيار كيا ناهين جاي"       | لاتا مانغيشكار، كيشور كومار |
| "هوم بوليجا تو بولوجي"                       | كيشور كومار                 |
| "بيبي هو جايي هاي جوان، ناشيجي جوميجي جايجي" | ماهيندرا كابور،             |
| "ساعة البحر وساعة الغيال"                    | آشا بهوسل                   |
| "وقت الوقت المناسب"                          | آشا بهوسل                   |

## روابط خارجية
- مقالات تستعمل روابط فنية بلا صلة مع ويكي بيانات